# Нилис, Дилан
Ди́лан Ни́лис (англ. Dylan Nealis; 30 июля 1998, Массапекуа, Нью-Йорк, США) — американский футболист, правый защитник клуба «Нью-Йорк Ред Буллз».

## Биография

### Университетский футбол
В 2016—2019 годах Нилис обучался в Джорджтаунском университете и играл за университетскую футбольную команду «Джорджтаун Хойас». В Национальной ассоциации студенческого спорта сыграл 78 матчей, забил семь мячей и отдал 14 результативных передач. В сезоне 2019 был капитаном команды Джорджтауна, которая выиграла свой первый национальный чемпионат NCAA. Нилис был назван лучшим игроком оборонительного плана национального турнира. В сезоне 2019 Нилис также вошёл в число финалистов «Херманн Трофи», ежегодной награды для лучшего игрока студенческого футбола США.
В 2017 и 2019 годах также выступал за клуб «Лонг-Айленд Раф Райдерс» в Премьер-лиге развития — Лиге два ЮСЛ.

### Клубная карьера
30 декабря 2019 года Нилис подписал предварительный контракт с MLS.
9 января 2020 года на Супердрафте MLS Нилис был выбран под общим третьим номером клубом «Интер Майами». Его профессиональный дебют состоялся 7 марта в матче против «Ди Си Юнайтед», в котором он вышел в стартовом составе. Сезон 2020 он завершил, сыграв в 20 матчах за «Интер Майами».
11 апреля 2021 года Нилис был продан в «Нэшвилл» за $175 тыс. в общих распределительных средствах и ещё $50 тыс. при достижении им определённых показателей. За «Нэшвилл» дебютировал 24 апреля в матче против «Клёб де Фут Монреаль», выйдя на замену на 92-й минуте вместо Дэкса Маккарти. 17 июля в матче против «Чикаго Файр» впервые вышел в стартовом составе «Нэшвилла» и записал на свой счёт первую голевую передачу в MLS. По окончании сезона 2021 «Нэшвилл» задействовал опцию продления контракта с Нилисом.
16 декабря 2021 года Нилис был продан в «Нью-Йорк Ред Буллз» за $175 тыс. в общих распределительных средствах и ещё $75 тыс. при достижении им определённых показателей. За «Ред Буллз» дебютировал 26 февраля 2022 года в матче стартового тура сезона против «Сан-Хосе Эртквейкс», выйдя в стартовом составе. 25 мая в матче ⅛ финала Открытого кубка США 2022 против «Шарлотта» забил свой первый гол в профессиональной карьере. По окончании сезона 2022 «Нью-Йорк Ред Буллз» задействовал опцию продления контракта с Нилисом. 7 июля 2023 года он перенёс операцию на мышце кора и выбыл из строя на три месяца. 30 ноября Нилис подписал с «Нью-Йорк Ред Буллз» новый однолетний контракт до сезона 2024.

### Личные сведения
Дилан — из футбольной семьи. Его самый старший брат Джимми выступал за клуб «Нью-Йорк Космос». Его второй старший брат Конор играл за команду Бингемтонского университета. Его третий старший брат Шон на Супердрафте MLS 2019 был выбран клубом «Нью-Йорк Ред Буллз» и в январе 2022 года они стали одноклубниками.

## Статистика выступлений
| Выступление        | Выступление      | Выступление      | Лига | Лига | Плей-офф | Плей-офф | Кубок | Кубок | Континент | Континент | Итого | Итого |
| Клуб               | Лига             | Сезон            | Игры | Голы | Игры     | Голы     | Игры  | Голы  | Игры      | Голы      | Игры  | Голы  |
| ------------------ | ---------------- | ---------------- | ---- | ---- | -------- | -------- | ----- | ----- | --------- | --------- | ----- | ----- |
| Интер Майами       | MLS              | 2020             | 19   | 0    | 1        | 0        | —     | —     | —         | —         | 20    | 0     |
| Нэшвилл            | MLS              | 2021             | 4    | 0    | 0        | 0        | —     | —     | —         | —         | 4     | 0     |
| Нью-Йорк Ред Буллз | MLS              | 2022             | 28   | 0    | 1        | 0        | 5     | 1     | —         | —         | 34    | 1     |
| Нью-Йорк Ред Буллз | MLS              | 2023             | 19   | 0    | 3        | 0        | 2     | 0     | 0         | 0         | 24    | 0     |
| Нью-Йорк Ред Буллз | Итого            | Итого            | 47   | 0    | 4        | 0        | 7     | 1     | 0         | 0         | 58    | 1     |
| Всего за карьеру   | Всего за карьеру | Всего за карьеру | 70   | 0    | 5        | 0        | 7     | 1     | 0         | 0         | 82    | 1     |

Источники: Transfermarkt, Soccerway, Football Database EU.